# Neresheim

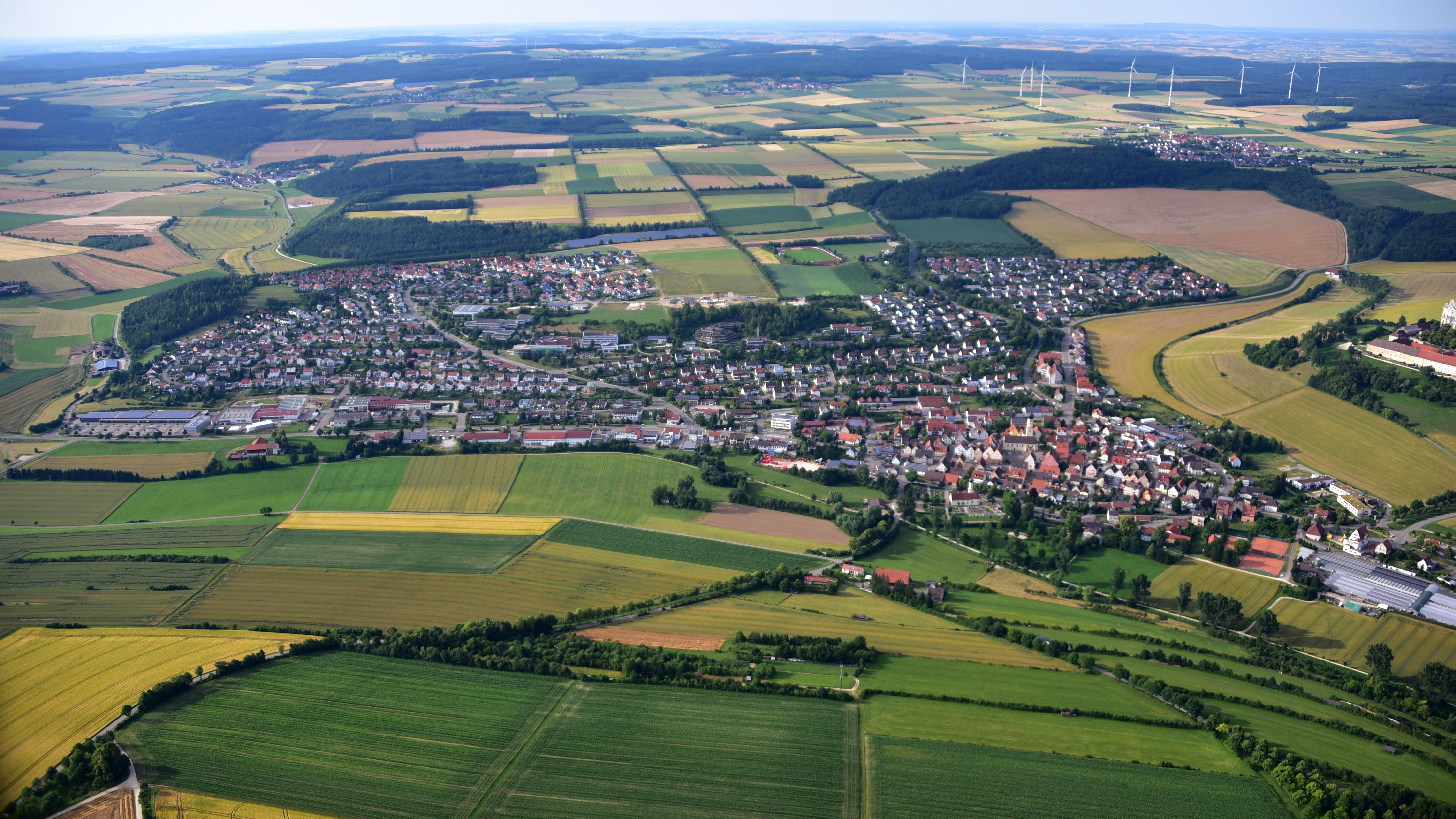
Neresheim, Luftaufnahme (2016), Blick von Süden, am rechten Rand die Abtei Neresheim

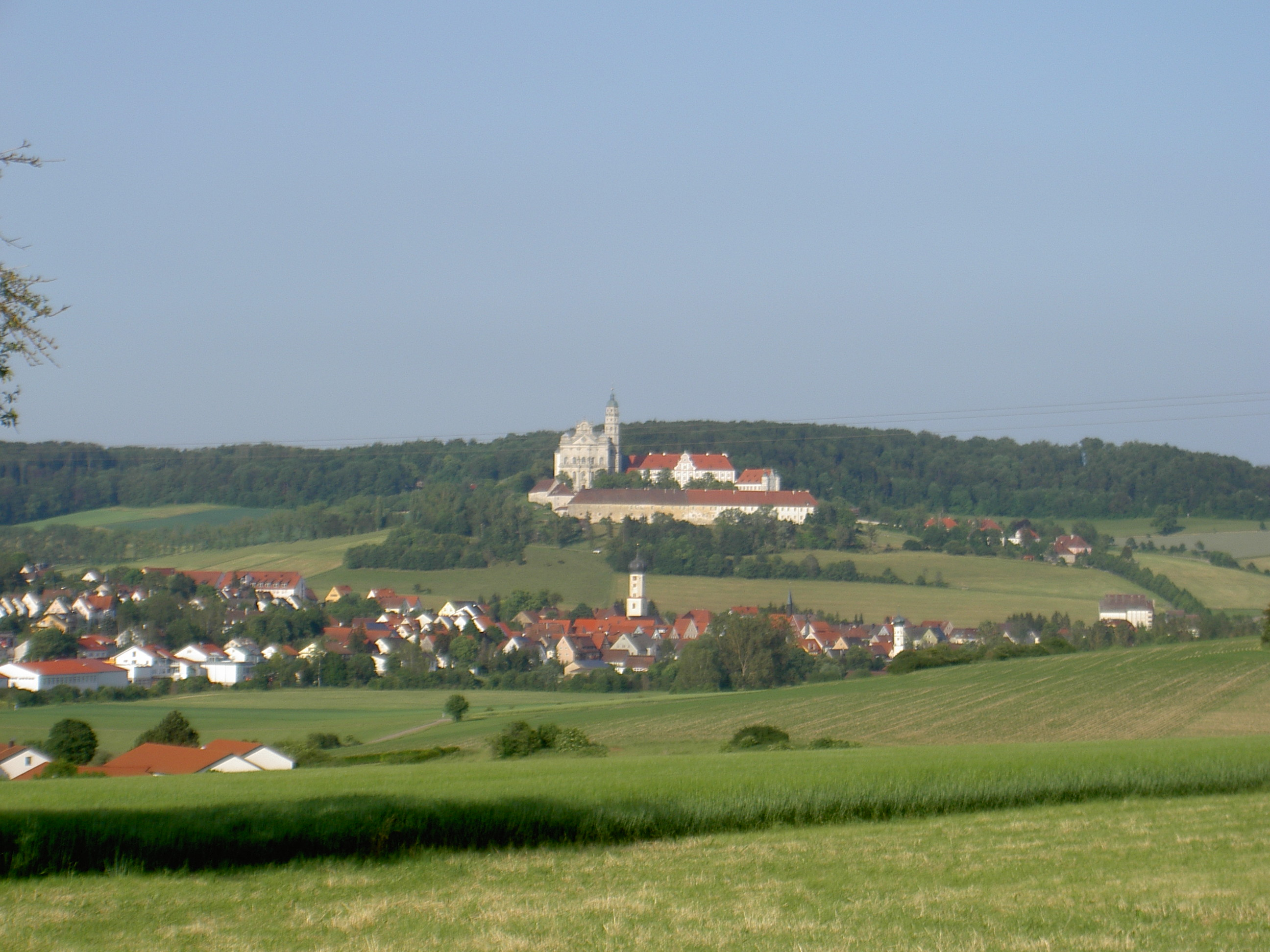
Gesamtansicht von Westen mit Blick auf die Benediktinerabtei

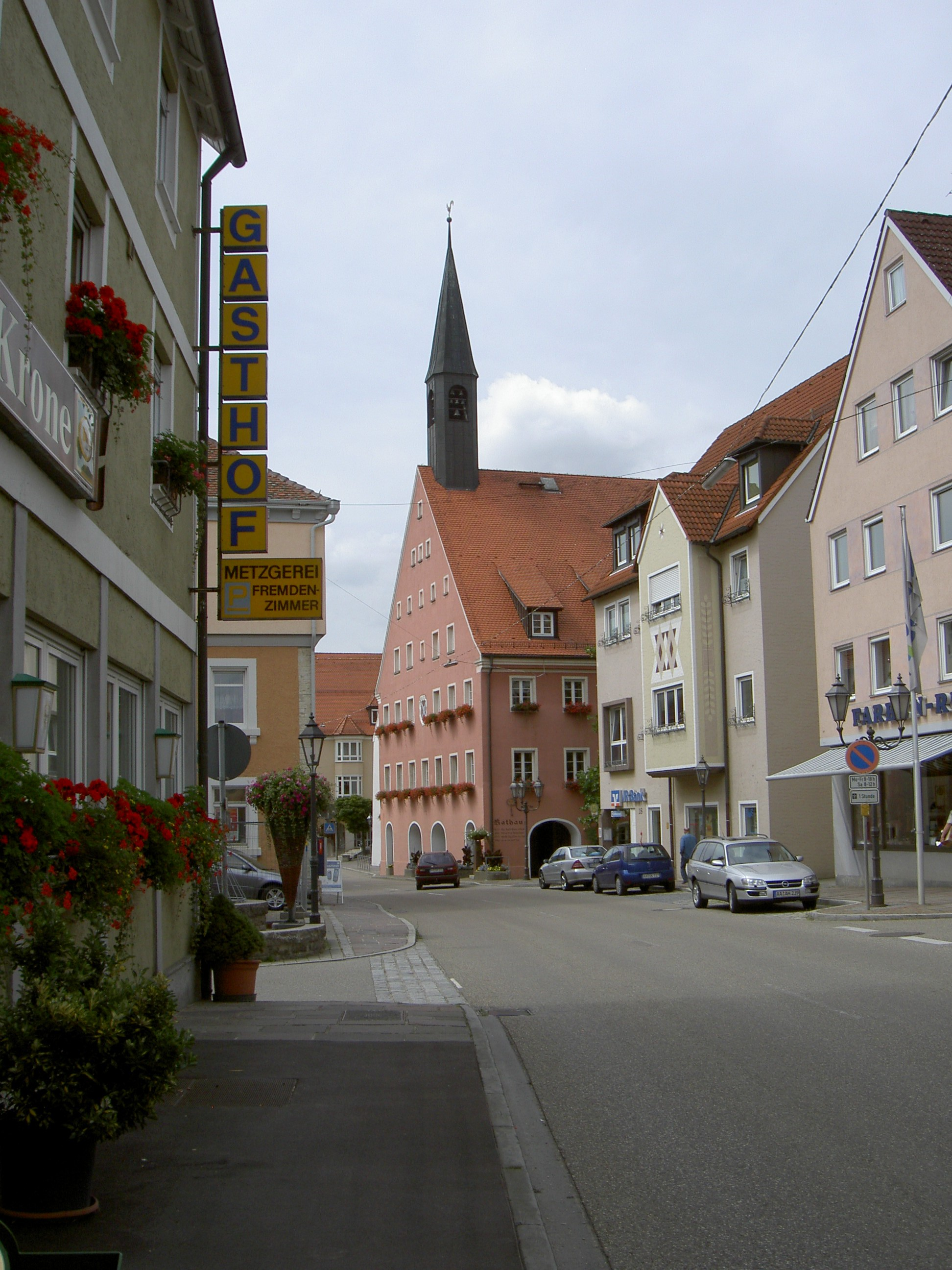
Hauptstraße mit Rathaus

Neresheim (schwäbisch: „Näres“) ist eine Stadt im Ostalbkreis im Osten von Baden-Württemberg, ein staatlich anerkannter Erholungsort, am Fuße der auf dem Ulrichsberg gelegenen Abtei Neresheim, einer der bedeutendsten Kirchenbauten des Spätbarocks. Sie gehört zur Region Ostwürttemberg. Stadt und Abtei sind Ehrenmitglied der Royal Academy of Music.

## Geographie

### Geographische Lage
Neresheim liegt im Herzen des Härtsfelds, zwischen Aalen und Nördlingen im östlichsten Teil der Schwäbischen Alb. In und nahe Neresheim entspringt in mehreren Quellen die Egau, die nach etwa 40 km bei Dillingen in die Donau fließt.

### Nachbargemeinden
Die Stadt grenzt im Norden an die Stadt Bopfingen und die Gemeinde Riesbürg, im Osten an die bayerischen Gemeinden Nördlingen, Ederheim und Forheim, im Süden an Dischingen, Nattheim und die Stadt Heidenheim an der Brenz, alle drei im Landkreis Heidenheim, und im Westen an die Kreisstadt Aalen.

### Stadtgliederung
Das Stadtgebiet Neresheims besteht aus der Kernstadt und den zwischen 1892 (Schloß Neresheim, heute wieder Kloster Neresheim genannt) und 1975 (Ohmenheim) eingegliederten Gemeinden. Die in den 1970er Jahren eingemeindeten Ortschaften sind heute Stadtteile mit eigenen Ortsvorstehern.
| Stadtteil                   | Wappen                   | Fläche in km² | Einwohner (31. Dezember 2022) | Teilorte |
| --------------------------- | ------------------------ | ------------- | ----------------------------- | --- |
| Neresheim (Kernstadt)       | Wappen von Neresheim     | 23,87         | 3.548                         | Stetten, Kloster Neresheim, Eichhof, Eichplatte, Gallusmühle, Geißhalde, Lixhöfe, Riegel, Steinmühle, Sägmühle, Härtsfeldwerke |
| Dorfmerkingen               | Wappen von Dorfmerkingen | 23,45         | 1.035                         | Dossingen, Hohenlohe, Weilermerkingen, Hölzleshof, Schlosshof                                                                  |
| Elchingen auf dem Härtsfeld | Wappen von Elchingen     | 22,56         | 1.541                         | Haldenhöfe |
| Kösingen                    | Wappen von Kösingen      | 13,36         | 0.544                         | Hohlenstein, Fluertshäuserhof, Rotenberg                                                                                       |
| Ohmenheim                   | Wappen von Ohmenheim     | 22,13         | 1.166                         | Dehlingen, Maueräcker |
| Schweindorf                 | Wappen von Schweindorf   | 13,15         | 0.262                         | Mörtingen |

### Flächenaufteilung
Nach Daten des Statistischen Landesamtes, Stand 2014.

## Geschichte

### Bis zum 19. Jahrhundert
Obwohl die Gegend schon viel früher besiedelt war, wurde Neresheim erstmals 1095 in einem Schenkungsbrief im Zusammenhang mit der Gründung der Abtei Neresheim genannt und 1350 zur „Statt“ erhoben. Die Territorialzugehörigkeit und Geschichte Neresheims deckt sich bis zur Säkularisation 1803 mit der Geschichte der Abtei. 1634, während der Blutnacht von Neresheim im Dreißigjährigen Krieg, zählte Neresheim nur noch 250 Einwohner. Die Stadt erholte und entwickelte sich dann wieder. 1796 besetzten französische Truppen Neresheim. Eine Nennung der Stadt in der Inschrift am Triumphbogen in Paris bezieht sich auf die Schlacht bei Neresheim am 11. August 1796.
Von 1803 bis zur Rheinbundakte 1806 gehörte Neresheim zum Territorium der Fürsten von Thurn und Taxis. Nach einer vierjährigen Zugehörigkeit zum Königreich Bayern kam Neresheim auf Grund des Grenzvertrags von 1810 zum Königreich Württemberg. Die Stadt wurde Sitz des Oberamts Neresheim mit den entsprechenden Einrichtungen wie Amtsgericht und Gefängnis, später auch Krankenhaus und Oberschule.

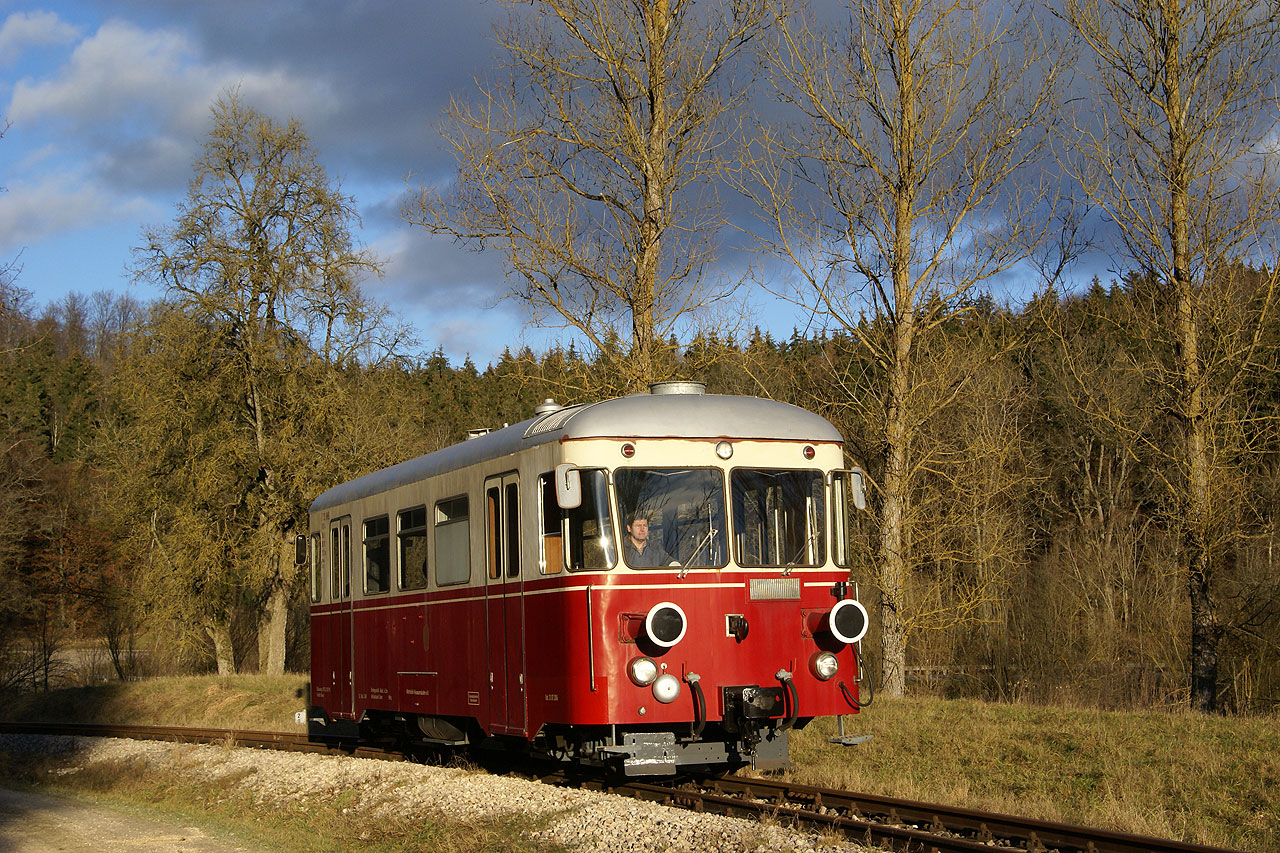
T33 der Härtsfeldbahn

### 20. Jahrhundert
1900 begann der Bau der Härtsfeldbahn zwischen Aalen und Dillingen mit Neresheim als Betriebsmittelpunkt. Die Bahn war eine Schmalspurbahn (Meterspur) und diente neben dem Personenverkehr hauptsächlich dem Holztransport aus den Neresheim umgebenden Thurn und Taxis’schen Wäldern sowie dem Kalksteintransport aus den Steinbrüchen. Der Bahnbetrieb wurde 1972 eingestellt; ein Abschnitt wurde 2001 als Museumsbahn wiedereröffnet.
Das Oberamt bzw. seit 1934 der Kreis Neresheim bestand bis 1938, als Neresheim im Zuge der Verwaltungsreform dem neu gebildeten Landkreis Aalen zugeordnet wurde.

### Entwicklung des Stadtgebiets in der Nachkriegszeit
Nach dem Zweiten Weltkrieg fiel Neresheim in die Amerikanische Besatzungszone und gehörte somit zum neu gegründeten Land Württemberg-Baden. 1945 zählte der Hauptort Neresheim mit überwiegend bäuerlicher Struktur rund 900 Einwohner und musste etwa ebenso viele Flüchtlinge aufnehmen. 1952 kam Neresheim zum Land Baden-Württemberg.
Mit der Flurbereinigung 1957 und Aussiedlung fast aller Bauernhöfe zu den Lichshöfen und Eichplatte begann für Neresheim die Wandlung zur „richtigen“ Stadt. 1958 wurde das Härtsfeld von der damaligen Landesregierung als Sanierungsgebiet eingestuft (Förderprogramm Härtsfeld) und die Gemeinden mit Schwerpunkt Neresheim erhielten umfangreiche Fördermittel für ihre kommunalen Maßnahmen. Großer Aufholbedarf herrschte bei der Infrastruktur. So mussten vordringlich mit diesen Mitteln Wasserversorgung und Kanalisation mit Kläranlage, dann Schul- und Sportstätten entweder neu geschaffen oder erneuert werden.
Industrieansiedlungen wurden mit mäßigem Erfolg versucht und sind meist nach einigen Jahren gescheitert. Trotzdem gab es eine rege Bautätigkeit im Baugebiet Sohl außerhalb des Ortskernes. Neresheim wurde wegen seiner Schulen ein beliebtes Wohnziel von Pendlern der Industriebetriebe in Heidenheim und Aalen.

### Eingemeindungen
Bereits im Jahr 1892 wurde die Gemeinde Schloß Neresheim eingemeindet. Heute ist sie kein eigener Stadtteil, sondern gehört zur Kernstadt.
Im Zuge der Gebietsreform in Baden-Württemberg wurden am 1. Januar 1971 die Gemeinden Schweindorf und Kösingen, am 1. März 1972 die Gemeinde Dorfmerkingen, am 1. Mai 1972 die Gemeinde Elchingen auf dem Härtsfeld und am 1. Januar 1975 die Gemeinde Ohmenheim eingemeindet. 1973 erfolgte die Kreisreform in Baden-Württemberg, bei der Neresheim zum Ostalbkreis kam.
Der Ortskern bzw. die eigentliche Hauptstraße verödete und verfiel teilweise. Erst ab 1980 konnte im Rahmen der Städtebauförderung durch eine gezielte Stadterneuerung mit der Restauration des Rathauses, der Neugestaltung des Marienplatzes und der Marktstraße, sowie dem Abriss und der Sanierung zerfallener Bausubstanz begonnen werden. Diese Sanierung ist noch nicht abgeschlossen, jedoch füllt sich der Ortskern bereits mit neuem Leben. Zwischenzeitlich hat sich eingangs des Ortes auf dem Gelände der früheren Firma WAP im Härtsfeld Center eine kleine Ansiedlung von Handelsketten und Geschäften gebildet.

### Abgegangene Ortschaften
Abgegangene Ortschaften, gruppiert nach der ehemaligen Gemeinde, auf deren Gebiet sie lagen, sind:
- Elchingen: Fachsenberg, Hohensalach und Lebern
- Kösingen: Weihnachtshof[7]
- Neresheim: Eschenbach und Marterfelden (?)
- Ohmenheim: Fartesheim, Echenwanc, Hecelesberc, Adellohesberc, Buch, Mittel- oder Michelstetten und Sommerhof

## Religionen

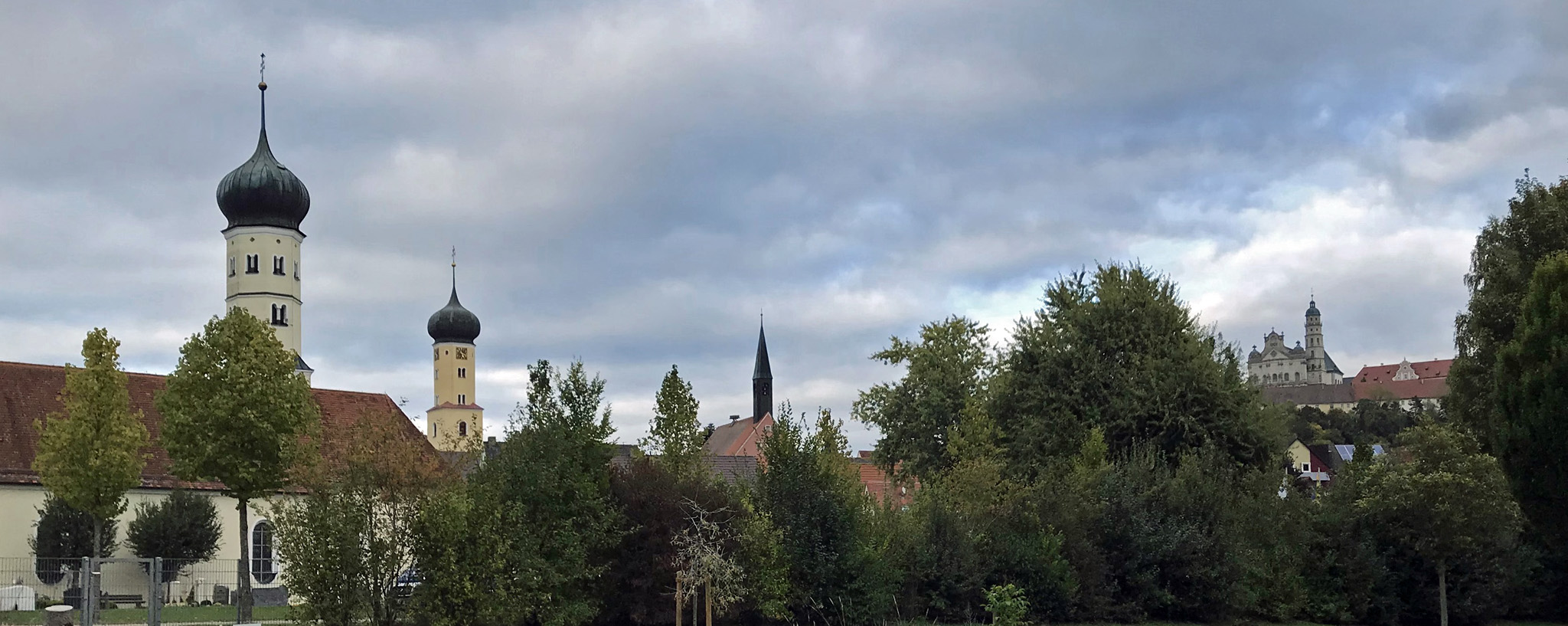
Neresheimer Kirchtürme v. l. n. r.: Friedhofskirche (ehemalige kath. Pfarrkirche), Kath. Stadtpfarrkirche Mariä Himmelfahrt, Rathaus (mit spitzem Glockenturm der evangelischen Gemeinde aus dem Jahr 1893), Abteikirche

Neresheim ist stark im katholischen Glauben verwurzelt und durch die Benediktinerabtei geprägt. Trotzdem gab es einige wenige, hauptsächlich als Beamte des Oberamtes zugewanderte evangelische Familien, die zuerst energisch erkämpft im Rathaus – das deswegen einen Turm hat – und später im Haus Franzke (heute Zuckermann) einen eigenen Betsaal hatten. Der Hauptort hat zwei katholische Kirchenbauten mit den typischen Zwiebeltürmen. Bis Anfang der 1970er Jahre war es üblich, dass der katholische Stadtpfarrer bei Haus- oder Krankenbesuchen das Brevier betend durch den Ort ging und von den männlichen Passanten ehrfürchtig durch Abnehmen des Hutes oder der Mütze und von den Frauen durch Kniebeuge und Kreuzzeichen gegrüßt wurde. Auch die Teilorte haben eigene katholische Kirchen und stark im Glauben verwurzelte Gemeinden. Sie gehören alle dem Dekanat Ostalb der Diözese Rottenburg-Stuttgart an. Eine Ausnahme ist der Teilort Schweindorf, der, ursprünglich zum evangelischen Nördlingen gehörend, schon immer eine evangelische Insel auf dem Härtsfeld mit eigener Kirche bildete, die auch die wenigen evangelischen Christen aus Neresheim betreute.
Durch den Zuzug der Flüchtlinge am Ende des Zweiten Weltkriegs stieg der Anteil der Evangelischen auf 25 %. Nach der anfänglichen Betreuung durch den Pfarrer Wagner aus Schweindorf bekam Neresheim 1956 den evangelischen Vikar Eberhard Gaier, der später als Pfarrer mit unternehmerischem Talent und Energie eine eigene Kirche baute, seinen Pfarrbezirk auf weitere Orte ausweitete und das heutige, zur evangelischen Diakonie gehörende Samariterstift, damals als Bruder- und Schwesternschaft Haus am Sohl, gründete.
Das Benediktinerkloster hatte immer Sitz und Stimme im Gemeinderat und nahm Einfluss auf die Politik und Entwicklung des Ortes, was dazu führte, dass die Gegend sich nur behutsam Veränderungen stellte. Heute ist sie ein gern besuchtes naturnahes Erholungsgebiet mit dem Kloster als Mittelpunkt.

## Politik

### Gemeinderat
In Neresheim wird der Gemeinderat nach dem Verfahren der unechten Teilortswahl gewählt. Dabei kann sich die Zahl der Gemeinderäte durch Überhangmandate verändern. Der Gemeinderat in Neresheim hat nach der letzten Wahl 16 Mitglieder (2019: 18). Der Gemeinderat besteht aus den gewählten ehrenamtlichen Gemeinderäten und dem Bürgermeister als Vorsitzendem. Der Bürgermeister ist im Gemeinderat stimmberechtigt. Die letzte Kommunalwahl am 9. Juni 2024 führte zu folgendem amtlichen Endergebnis:
| Parteien und Wählergemeinschaften | Parteien und Wählergemeinschaften           | % 2024 | Sitze 2024 |        | % 2019 | Sitze 2019 | % 2014 | Sitze 2014 |
| CDU                               | Christlich Demokratische Union Deutschlands | 61,9   | 10         | 54,5   | 10     | 54,0       | 9      |            |
| FW                                | Freie Wählervereinigung                     | 17,3   | 03         | 19,1   | 03     | 28,5       | 5      |            |
| GRÜNE                             | Bündnis 90/Die Grünen                       | 09,5   | 01         | 16,3   | 03     | –          | –      |            |
| SPD                               | Sozialdemokratische Partei Deutschlands     | 11,3   | 02         | 10,2   | 02     | 15,2       | 2      |            |
| FB                                | Freie Bürgergemeinschaft                    | –      | –          | –      | –      | 02,4       | 0      |            |
| Gesamt                            | Gesamt                                      | 100    | 16         | 100    | 18     | 100        | 16     |            |
| Wahlbeteiligung                   | Wahlbeteiligung                             | 66,3 % | 66,3 %     | 62,5 % | 62,5 % | 53,3 %     | 53,3 % |            |

### Verwaltung
Bürgermeister ist seit 1. Januar 2018 Thomas Häfele (CDU). Er folgte auf den parteilosen Gerd Dannenmann. Die Ortsteile von Neresheim haben eigene Ortsvorsteher sowie Ortschaftsräte und wirken entsprechend der Gemeindeordnung an den Entscheidungsprozessen der Gesamtgemeinde mit.

### Wappen
| Wappen der Stadt Neresheim | Blasonierung: „Von Gold (Gelb) und Rot geteilt, belegt mit einem blauen Herzschild, der oben auf eine Reihe roter, unten auf eine Reihe gestürzter goldener (gelber) Eisenhütchen stößt. Beiderseits stößt an den Herzschild je ein die Teilung überdeckendes, mit der Spitze nach außen weisendes Eisenhütchen in verwechselten Farben. Das Wappen ist überdeckt von einem durchgehenden silbernen (weißen) Leistenschragen.“ |
| Wappen der Stadt Neresheim | Wappenbegründung: Die Stadtsiegel zeigen in Belegen seit 1656 das Wappen des Hauses Oettingen, das – mit Unterbrechungen und bei allerlei Variationen in der Darstellung des Eisenhutfehs – als Stadtwappen verwendet wurde. Grundherr der Stadt war bis 1771 das unter oettingischer Vogtei stehende Kloster Neresheim, weshalb der oettingische Schild im Stadtsiegel bis dahin von einem Abtsstab überragt war. Dieser entfiel, als die Stadt 1771 ganz an Oettingen kam. Das Neresheimer Stadtwappen ist in der beschriebenen Form seit 1968 festgelegt. |

Wappen der Ortsteile

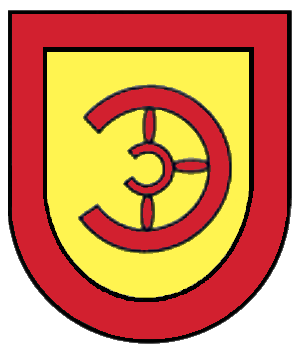
Dorfmerkingen
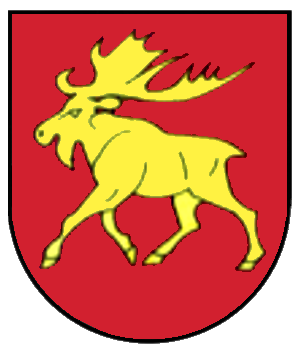
Elchingen
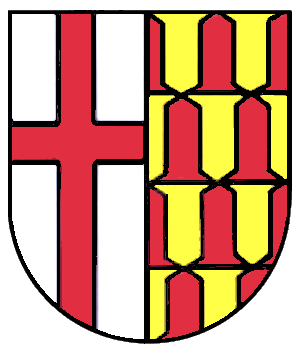
Kösingen
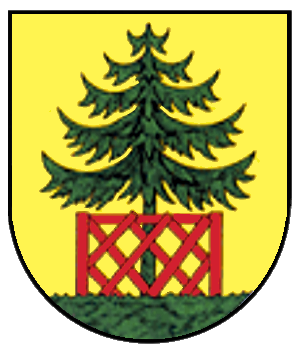
Ohmenheim
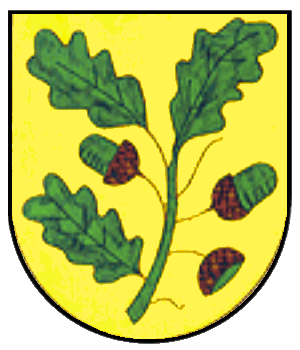
Schweindorf

### Städtepartnerschaften
Neresheim unterhält seit 1976 partnerschaftliche Beziehungen zum österreichischen Steinach am Brenner in Tirol, seit 1994 zur italienischen Gemeinde Bagnacavallo in der Emilia-Romagna und seit 1996 zur Gemeinde Aix-en-Othe im Norden Frankreichs.

## Wirtschaft und Infrastruktur

### Verkehr
Durch den Ort führt die Bundesstraße 466. Etwa 10 km entfernt liegen über die Auffahrten Heidenheim und Aalen Anschlüsse zur Autobahn A 7. Es bestehen Omnibuslinien nach Aalen, Bopfingen, Dischingen und Heidenheim, in diesen Verkehr sind die Teilorte mit eingebunden. Seit 14. Dezember 2020 gibt es in Neresheim außerdem einen Stadtbus, der innerhalb der Stadt verkehrt.
Bis 1972 war Neresheim auch durch die Härtsfeldbahn (Aalen–Dillingen) an das Schienennetz angebunden. In den folgenden Jahren wurde die Strecke abgebaut. Der Verein Härtsfeld-Museumsbahn e. V. restaurierte die Dampfloks und Dieseltriebwagen und begann 1985 mit dem Wiederaufbau eines Teils der Strecke als Museumsbahn. Seit 2002 bietet er in den Sommermonaten Fahrten an. Die Strecke reicht seit 2021 von Neresheim bis zum Härtsfeldsee bei Katzenstein mit einer Länge von 5,6 km; eine Verlängerung bis nach Dischingen ist geplant.
Neresheim liegt am Schwäbische-Alb-Radweg, einem Landes-Radfernweg, der vom Bodensee nach Donauwörth über die gesamte Schwäbische Alb führt. Er verläuft dabei von Dischingen über Neresheim über den Ortsteil Ohmenheim nach Bopfingen.
Neresheim hat am Ort einen Segelflugplatz und beherbergt weiter im Ortsteil Elchingen den Flugplatz Aalen-Heidenheim des Luftsportringes Aalen mit einer 950 m langen und 25 m breiten Asphalt-Start- und Landebahn.

### Wirtschaft
Im Jahr 2022 erzielte die Stadt Neresheim Einnahmen aus der Gewerbesteuer in Höhe von 5,46 Millionen Euro. Mit einem Gewerbesteuerhebesatz von 370 % liegt Neresheim im Mittelfeld aller Gemeinden Deutschlands.

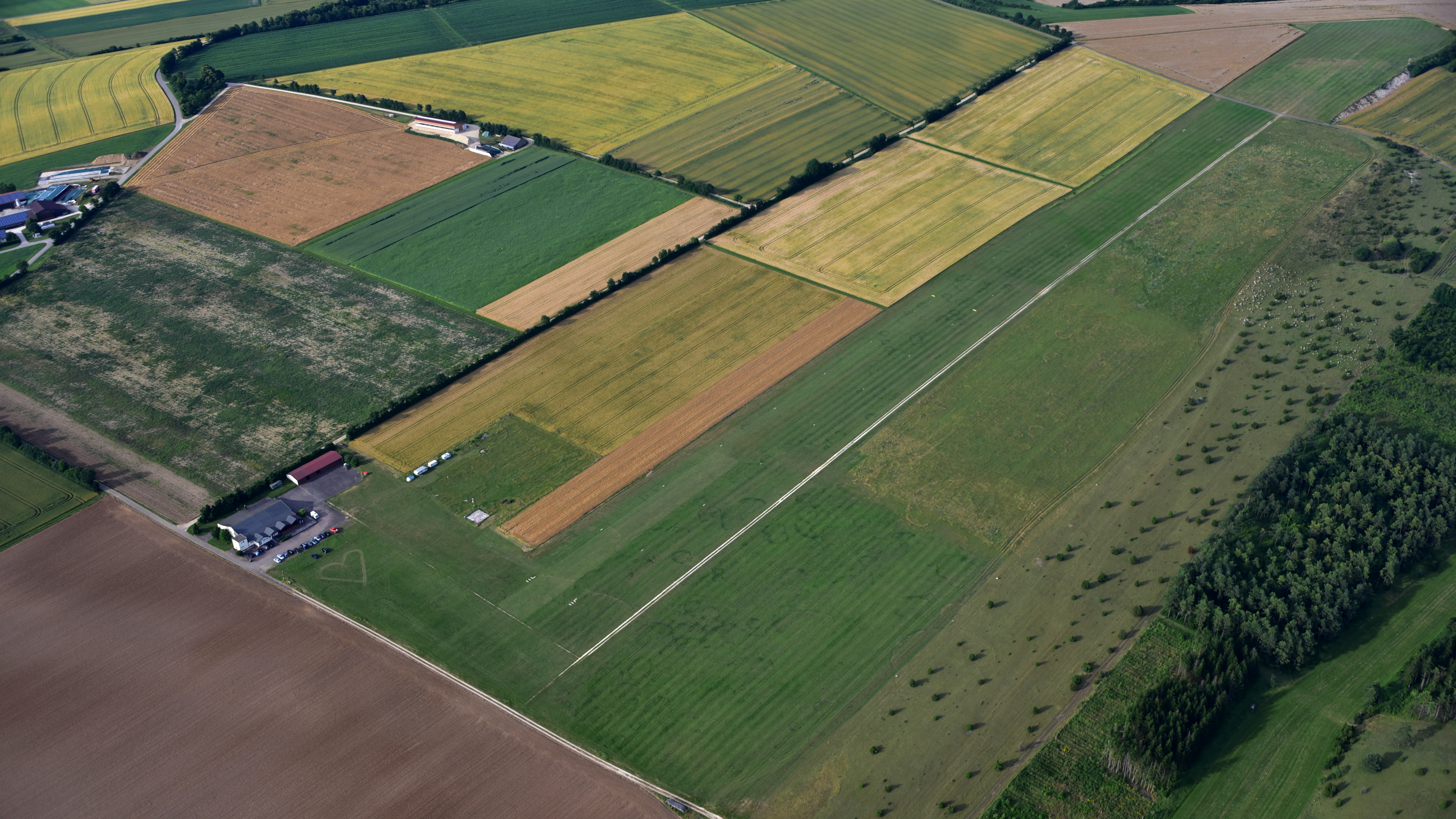
Neresheim, Segelflugplatz, Luftaufnahme (2016)

### Ansässige Unternehmen
Größte Industrie am Ort sind die von Bruno Weisser 1946 gegründeten beiden Betriebe Weisser Spulenkörper und Bruno Weisser Kunststoffverarbeitung mit insgesamt ca. 300 Arbeitnehmern. Weitere metallverarbeitende Betriebe, Handwerksunternehmen und Dienstleistungsbetriebe befinden sich in den beiden Industriegebieten in Neresheim und denen der Teilorte.

### Gericht und Einrichtungen
Neresheim verfügt über ein Amtsgericht mit Notariat, das zum Landgerichtsbezirk Ellwangen und zum Oberlandesgerichtsbezirk Stuttgart gehört.
Die Stadt war Sitz des katholischen Dekanats Neresheim des Bistums Rottenburg-Stuttgart, das mit den Dekanaten Aalen, Ellwangen und Schwäbisch Gmünd 2006 zum Dekanat Ostalb zusammengeschlossen wurde.

### Bildungseinrichtungen

#### Härtsfeldschule
Die Härtsfeldschule Neresheim ist eine Grund-, Werkreal- und Realschule mit ca. 883 Schülern und 78 Lehrern, die auf etwa 38 Klassen verteilt sind (Schuljahr 2022/2023). Neben Neresheim gehören auch die Grundschulen in den Teilorten Ohmenheim und Dorfmerkingen zur Härtsfeldschule. Einzugsgebiet der Härtsfeldschule ist das komplette Härtsfeld.

#### Benedikt-Maria-Werkmeister-Gymnasium
Neben der Grund-, Werkreal- und Realschule hat Neresheim ein Gymnasium mit langer Tradition. Obwohl Neresheim damals und auch noch lange danach nur ein paar Hundert Einwohner zählte, bekam es als Oberamtsstadt 1846 eine Realschule, die sich später Oberschule für Jungen nannte, dann bis 2006 ein Progymnasium ohne Oberstufe war, seit 2004 ein Vollgymnasium ist und nun den Namen Benedikt-Maria-Werkmeister-Gymnasium trägt.
Einzugsgebiet ist nach wie vor das gesamte Härtsfeld, die einzelnen Klassenstärken sind mit ca. 285 Schülern gesamt am Gymnasium, verteilt auf 15 Klassen (Schuljahr 2022/2023), überschaubar. Im Schuljahr 2008/2009 waren es noch ca. 450 Schüler, verteilt auf 19 Klassen.

#### Musikschule Neresheim
Die Musikschule Neresheim bietet Unterricht in Gesang und allen gängigen Instrumenten (Blas-, Saiten-, Zupf-, Tasten- und Schlaginstrumenten) sowie auch Kurse in Bildender Kunst. Regelmäßig finden öffentliche Konzerte statt. An der Musikschule werden (Stand 2019) rund 900 Schüler unterrichtet.

### Fachkrankenhaus SRH
Das SRH Fachkrankenhaus Neresheim, hervorgegangen aus dem früheren Kreiskrankenhaus, ist eine Neurologisch-Neurochirurgische Schwerpunktklinik zur Früh-/Schnellversorgung und Rehabilitation von Menschen mit schweren Hirnschädigungen – z. B. nach Unfällen oder plötzlichen Hirnblutungen.

### Samariterstift
Ursprünglich als Bruder- und Schwesternschaft Haus am Sohl durch den Neresheimer Pfarrer Gaier gegründet, gehört das Stift in Neresheim mit über 300 Mitarbeitern heute zum Sozialunternehmen Samariterstiftung der evangelischen Diakonie in Baden-Württemberg.
Das Haus hat in Neresheim eine Kapazität von rund 90 Plätzen für die Alten- und Kurzzeitpflege und rund 140 Betreuungsplätze sich gegenseitig unterstützender Menschen mit Behinderung in weitgehend autonomen Außenwohngruppen. Weiterer Schwerpunkt ist die Behindertenpflege mit über das Härtsfeld verteilten vier betreuenden Werkstätten für mehr als 450 Menschen mit Behinderung.

### Feuerwehr
Die Stadt Neresheim unterhält die Freiwillige Feuerwehr mit sechs Abteilungen und einer Jugendfeuerwehrabteilung. Jede Ortschaft verfügt über ein eigenes Feuerwehrhaus.

## Kultur und Sehenswürdigkeiten

### Bauwerke
Herausragende Sehenswürdigkeit ist die 1095 gegründete Abtei Neresheim. Die von 1747 bis 1792 gebaute Klosterkirche wurde von Balthasar Neumann entworfen; sie ist einer der größten und bedeutendsten barocken Hallenbauten Süddeutschlands. In der Kirche befinden sich Kuppelfresken des Kirchenmalers Martin Knoller aus Steinach am Brenner in Tirol. Die Hauptorgel der Abteikirche wurde 1792–1797 von Johann Nepomuk Holzhey aus Ottobeuren erbaut.

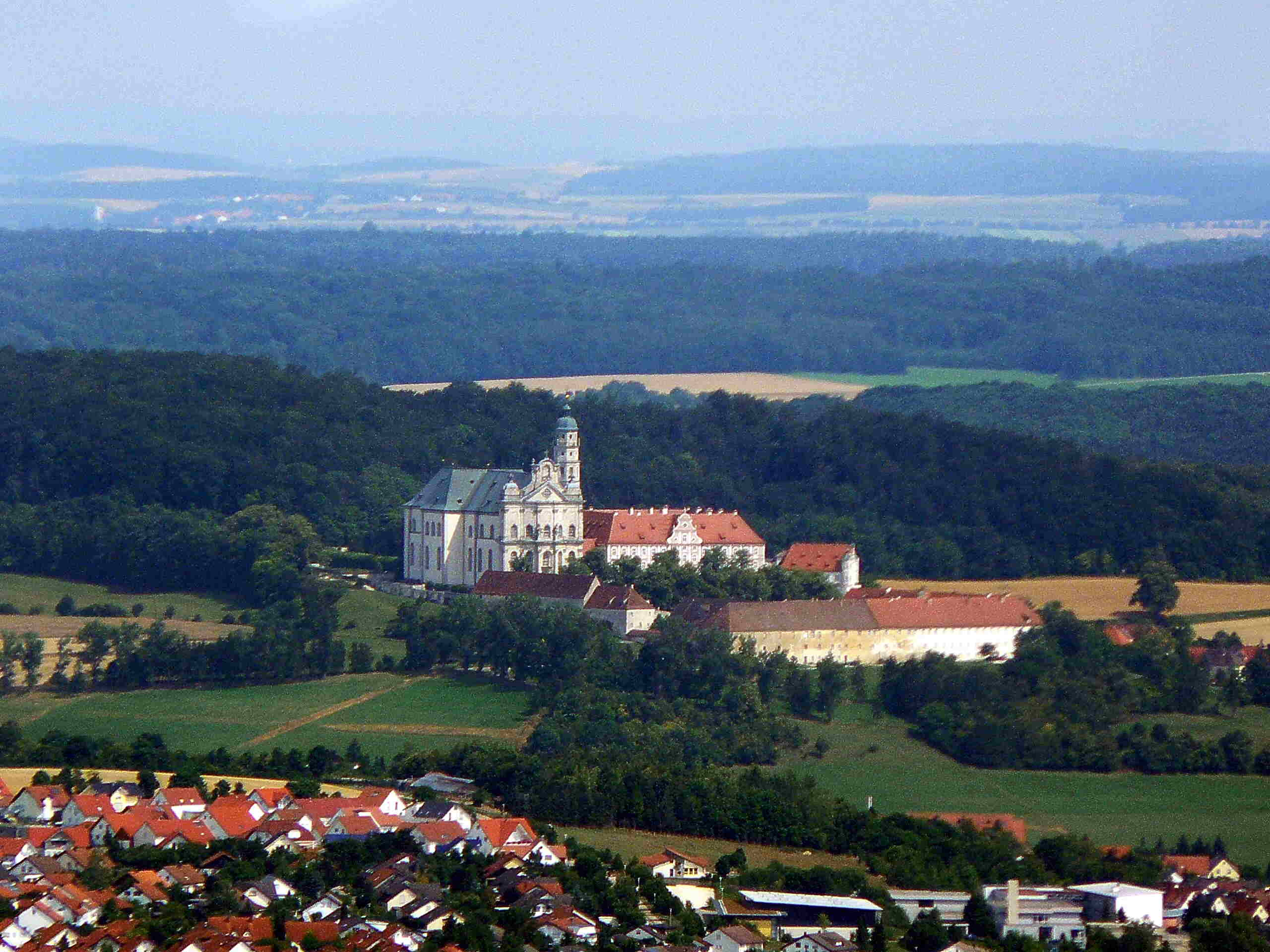
Abtei Neresheim
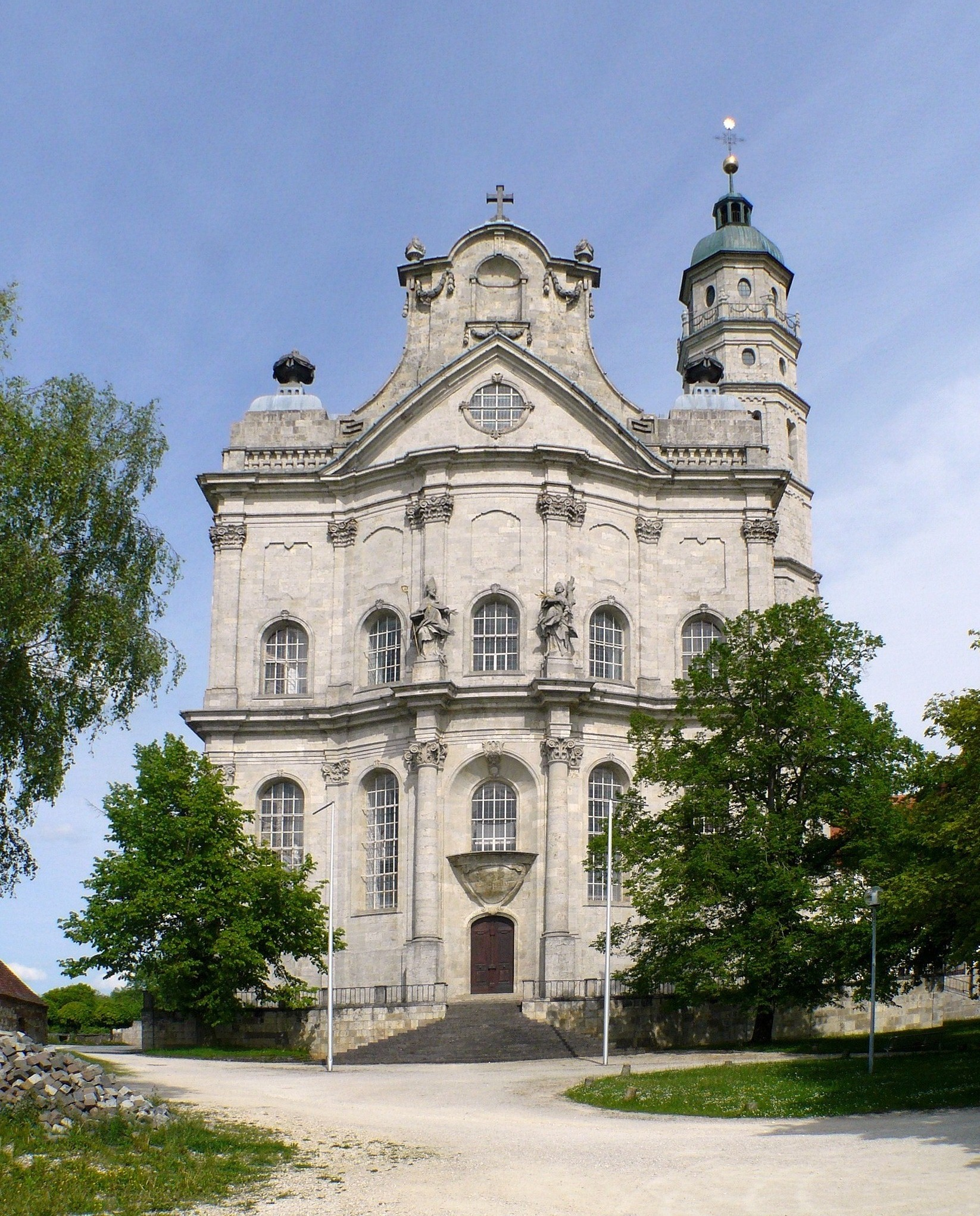
Abteikirche Neresheim
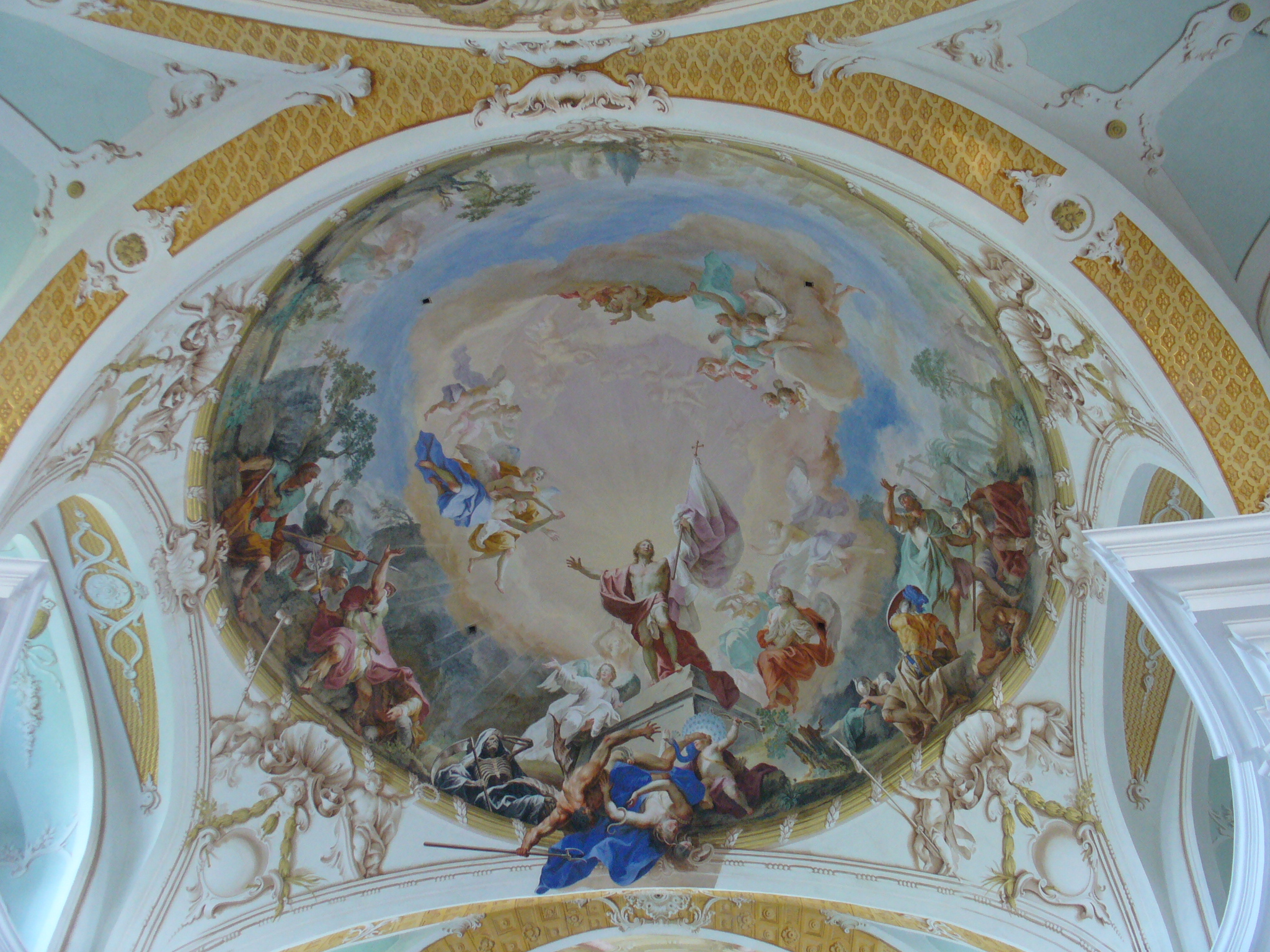
Kuppelfresco v. Knoller
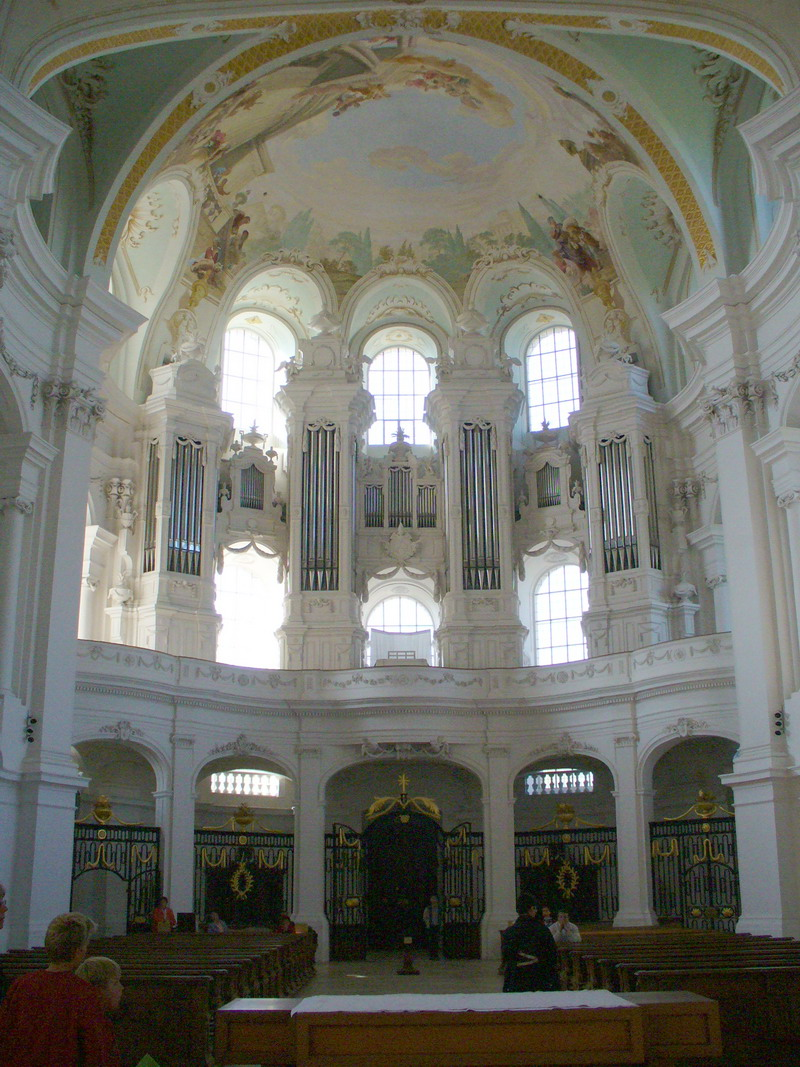
Holzhey Orgel

Weitere Zeugen vergangener Epochen des Ortes und der Umgegend sind Schloss Taxis, die Burg Katzenstein, die Kapfenburg und die beiden Ruinen Hoch- und Niederhaus im Kartäusertal.
Wie auch der Hauptort haben einzelne Teilorte eigene Kirchen mit aufwendigen Fresken, Malereien und kunstvollen Altarausstattungen. Ältestes Gebäude in Neresheim dürfte das Vogt- und Schießhaus sein, das 1531 nach einem Brand wieder aufgebaut wurde und heute das Härtsfeldmuseum beherbergt. Das daneben stehende Rathaus, dessen Alter nicht sicher ist, wird ab 1405 genannt, soll 1640 zumindest umgebaut worden sein. Es diente auch als Getreideumschlagplatz (Schranne). Das hohe Spitzdach hat vier Bodengeschosse zur Getreidelagerung erhalten. Die evangelische Kirchengemeinde, die in dem Gebäude auch lange Zeit einen Betsaal hatte, setzte 1893 ein spitzes Glockentürmchen auf das Dach. Nachdem die Glocke Platz in der neuen evangelischen Kirche gefunden hat, ist in dem Turm ein Glockenspiel aus 18 Glocken, von dem dreimal täglich automatisch oder auch manuell gespielt Volksweisen ertönen.

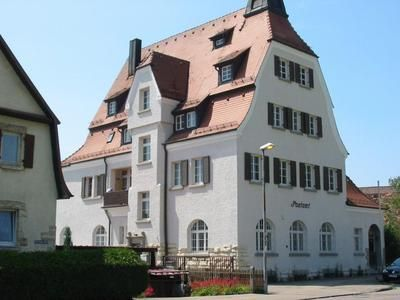
Das ehemalige Postamt von 1911

Außerhalb des Altstadtkerns trifft man auf die ehemalige Zehntscheuer von etwa 1600, die heute in Privathand leersteht und wegen ungeklärter Denkmalschutzauflagen keiner anderen Nutzung zugeführt werden kann. Direkt im Anschluss befindet sich das ebenfalls unter Denkmalschutz stehende ehemalige Postamt von 1911 mit der charakteristischen kupfernen Turmspitze, das sich auch in Privathand befindet.

### Museen
- Das Härtsfeldmuseum bietet Einblicke in die kulturelle Entwicklung des Härtsfelds.
- Das Härtsfeldbahnmuseum im alten Bahnhof zeigt die Geschichte der Härtsfeldbahn.
- Das Klostermuseum bietet einen Überblick über Geschichte und Bau der Abtei Neresheim und deren Betätigung in Naturwissenschaft, Bildung und Kunst.
- Das Rathaus wurde restauriert und im früheren Zustand mit Gewölben und Zugängen zu Verliesen wiederhergestellt und kann besichtigt werden.
- In der Marktstraße wurde ein früherer Stadtbrunnen freigelegt, wie auch die Egau-Quellen gefasst und zugänglich gemacht wurden.
- Am Friedhof wurde ein Teil der früheren Stadtmauer restauriert.

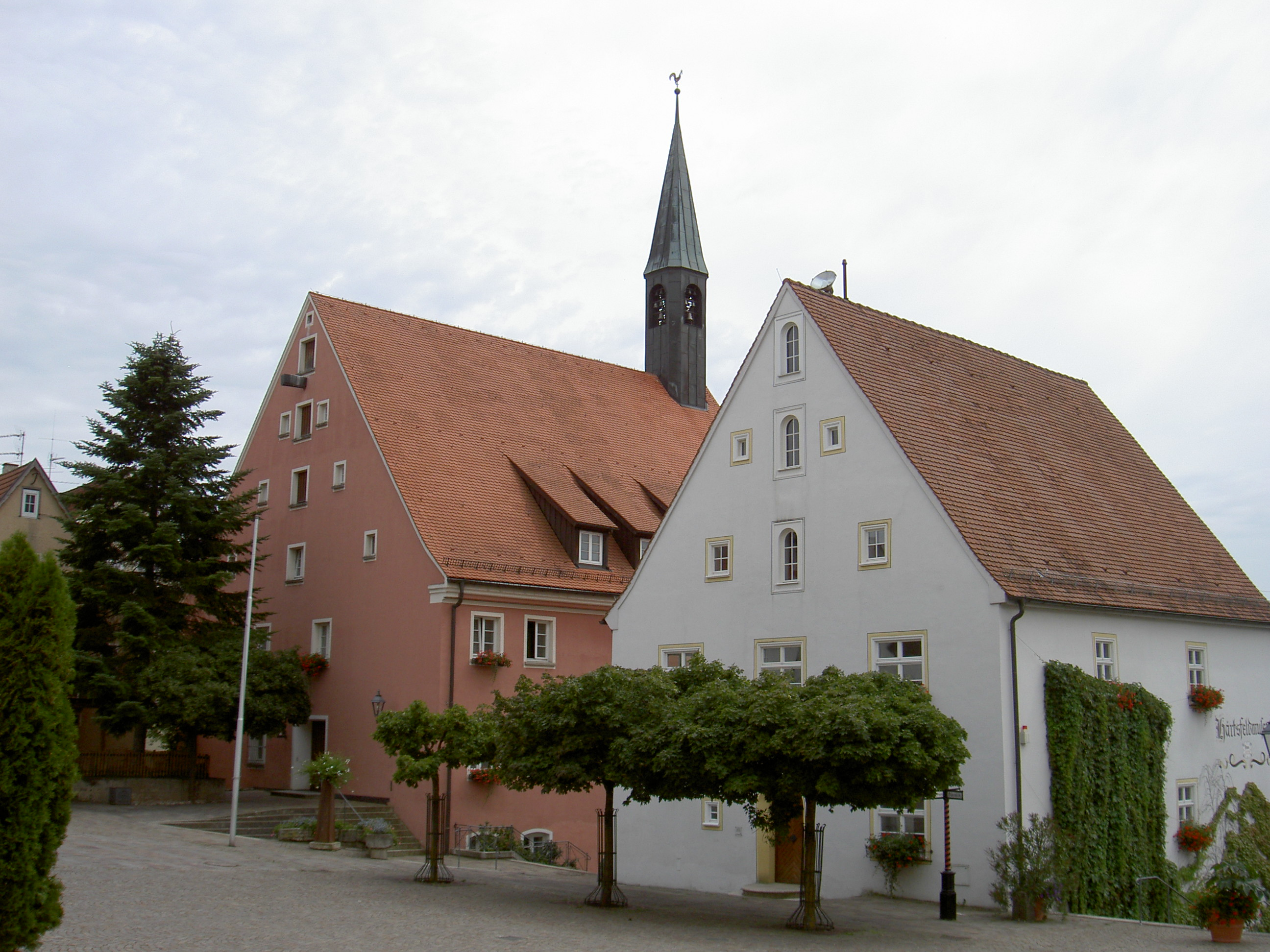
Härtsfeldmuseum mit Rathaus Rückseite
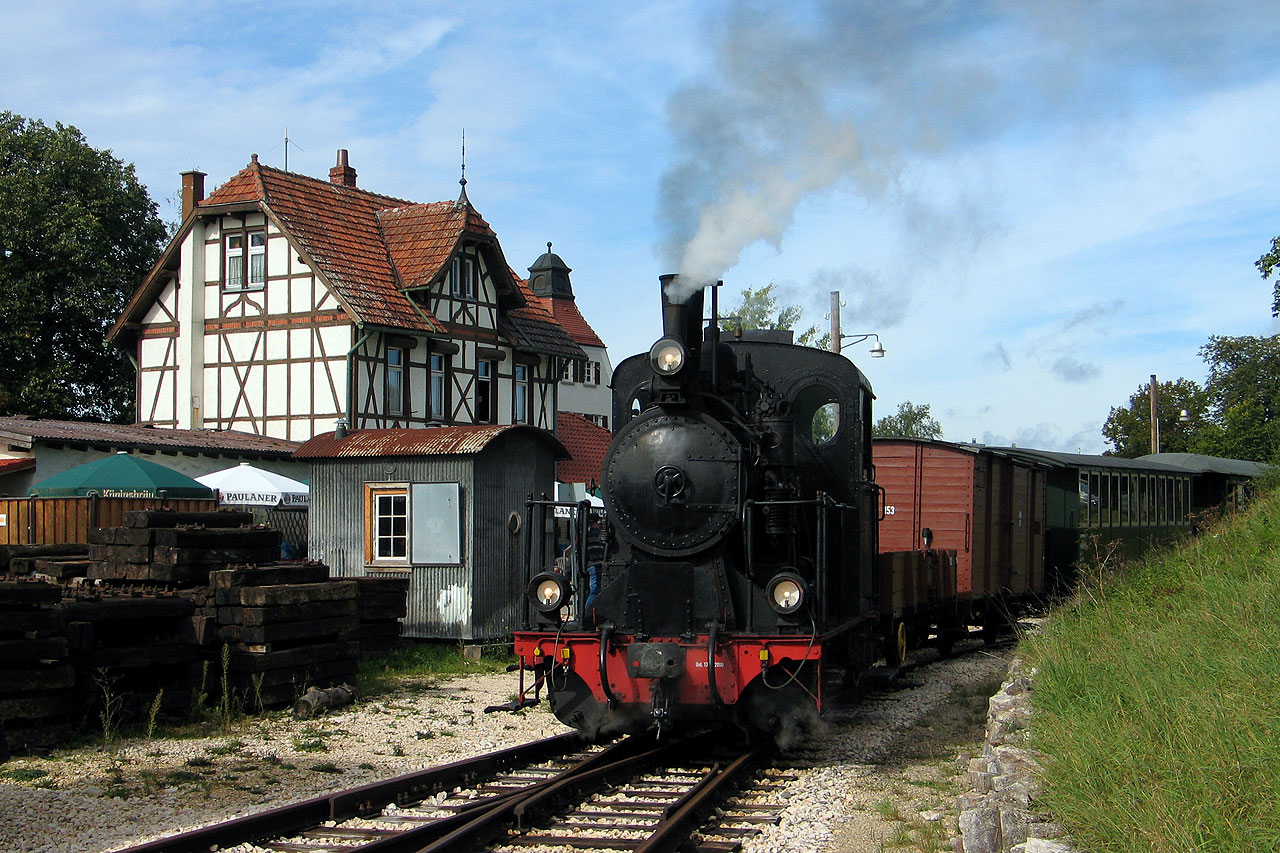
Museumsbahn vor dem Bahnhof

### Natur und Tourismus
Rund um Neresheim gibt es eine Vielzahl an naturnahen Wandermöglichkeiten zu Fuß, per Rad und per Bahn. Insbesondere das Naturschutzgebiet Zwing zeigt die ursprüngliche Landschaft des Härtsfelds. Hier wurden ab Ende 2022 Wisente angesiedelt, um eine zusätzliche ökologische und touristische Aufwertung zu erreichen.
Durch die Stadt fließt außerdem der Bach Egau zum nahegelegenen Härtsfeldsee, der auch als Badesee genutzt wird.
In der näheren Umgebung der Stadt gibt es zahlreiche Wanderwege. Über Neresheim führen ein Jakobsweg sowie der Albschäferweg.

### Regelmäßige Veranstaltungen
- Klassische Konzerte in der Abtei Neresheim mit internationalen Solisten und Ensembles
- Konzerte, Theater, Musicals, Vorträge, Sport-Events in der Härtsfeldhalle und Härtsfeld-Sport-Arena[20]
- Konzerte, Events und Ausstellungen im Stadtgarten Neresheim[21]
- Konzerte und Theater der Schulen (Musikschule, Benedikt-Maria-Werkmeister-Gymnasium, Härtsfeldschule)
- Konzerte des Neresheimer Knabenchors in der Abtei Neresheim
- Kunst-Ausstellungen im Rathaus
- Lesungen in den drei örtlichen Buchhandlungen Scherer, Römbell und St.-Ulrichs-Buchhandlung[22]
- Historische Dampfzugfahrten auf der Härtsfeldbahn
- Historisches Stadtfest Ende Juni
- Faschingsumzüge, insbesondere in allen geradzahligen Jahren ein großer Faschingsumzug in Kösingen

### Ehrenmitglied Royal Academy of Music
Seit 1991 konzertieren Studenten der Londoner Royal Academy of Music regelmäßig in der Abtei Neresheim und verbringen zuvor mit ihren Professoren dort jeweils eine Werkwoche. Für diese langjährige künstlerische Partnerschaft verlieh die Royal Academy of Music 2016 der Abtei und der Stadt Neresheim als Auszeichnung die Aufnahme in die Reihe ihrer Ehrenmitglieder. Die Zahl der Ehrenmitglieder ist auf 300 begrenzt; zu ihnen gehören renommierte Musiker-Persönlichkeiten wie etwa Cecilia Bartoli und Simon Rattle. Die Aufnahme von Neresheim (Neresheim Abbey and Town) ist die erste Verleihung der Ehrenmitgliedschaft an eine Abtei und eine Stadt.

## Sport

### Sportstätten
In Neresheim direkt gibt es ein Hallenbad, Freibad, und eine Dreifachsporthalle für den Schul- und Vereinssport. Der Leichtathletik und dem Fußball steht eine Sportanlage mit 400-Meter-Kampfbahn und weiteren Anlagen zur Verfügung. Weitere Sportanlagen befinden sich im Besitz von Vereinen, wie Golf-, Tennis-, Schieß- und Reitanlagen. In den Ortsteilen sind teilweise eigene Sportplätze, Frei- und/oder Hallenbäder und Turn- und Festhallen vorhanden, wie sich auch eigene Sportvereine gebildet haben.
Der Härtsfeldsee bietet Möglichkeiten zum Baden, Surfen und Bootfahren.

### Fußball
Die Fußballer der Sportfreunde Dorfmerkingen spielen in der Oberliga Baden-Württemberg. 1998 und 2017 qualifizierten sie sich durch den Gewinn des WFV-Pokals jeweils zur Teilnahme an der ersten Hauptrunde des nationalen DFB-Pokals.
Der größte Erfolg des Kösinger Sport-Clubs (KSC) war der Aufstieg in die Bezirksklasse. Seither ging es aber bergab. Nach Abgabe von wichtigen Spielern stieg er in die Kreisklasse B ab.
Der SV Neresheim spielt in der Saison 2021/2022 in der Landesliga 2 Württemberg.

### Segelflug
Seit 1954 hat Neresheim einen Segelflugverein mit eigenem Platz und Infrastruktur (Halle, Unterkünfte und Werkstätten) auf dem ehemaligen Exerzierplatz im Fleinersloh südlich der Stadt. Von 1981 bis 2021 war Erich Schmid, der von den Fluglehrern Walter Kammel, Albert und Hubert Huber ausgebildet wurde, erster Vorsitzender des Vereins. Sein Nachfolger ist Florian Hirschbolz. Mehrfach fanden in Neresheim Meisterschaften statt, so 1997 die Juniorensegelflugmeisterschaft und 2000 die Deutsche Meisterschaft der Frauen. 2019 gewann Gerrit Illenberger von der Neresheimer Segelfliegergruppe die Deutsche Meisterschaft im Streckensegelflug in der Standardklasse.

## Persönlichkeiten

### Ehrenbürger
- Karl Ludwig Wilhelm Lang (1852–1914), verliehen 1892
- Gottlieb Immanuel Marschall (1840–1905), verliehen 1896
- Kaspar Vogler (1830–1910), verliehen 1901
- Hugo Präg (1868–1936), verliehen 1928
- Bernhard Durst (1882–1966), verliehen 1957
- Adalbert Seifriz (1902–1990), verliehen 1962
- Otto Häfele (1896–1978), verliehen 1967
- Johann Kraus (1904–1977), verliehen 1977
- Erich Ganzenmüller (1914–1983), verliehen 1977
- Anton Hegele (1917–1992), verliehen 1985
- Gerd Dannenmann, verliehen 2019

### Söhne und Töchter der Stadt
- Hans Christoph Fesenmair (1587–1664), Goldschmied, Stadtrat und Bürgermeister
- Carl Friedrich Klein (1803–1884), geboren in Schweindorf, Textilfabrikant
- Georg Kauzer (1807–1875), Pfarrer und Politiker
- Karl von Hohl (1825–1899), geboren in Ohmenheim, Jurist und Politiker
- Joseph von Eisenbarth (1844–1913), geboren in Dehlingen, katholischer Geistlicher
- Oscar Mayer (1859–1955), geboren in Kösingen, Wurstfabrikant in den USA
- Otto Bonhoeffer (1864–1932), Manager
- Karl Bonhoeffer (1868–1948), Psychiater und Neurologe, Vater von Dietrich Bonhoeffer
- Otto Gauß (1877–1970), geboren in Dorfmerkingen, Organist und Komponist
- Julius von Jan (1897–1964), geboren in Schweindorf, Pfarrer der Bekennenden Kirche und Widerstandskämpfer gegen den Nationalsozialismus
- Adalbert Seifriz (1902–1990), CDU-Politiker
- Helmut Weihenmaier (1905–1995), Landrat sowie Bürgermeister von Tübingen
- Helmut Ledl (* 1930), Buchhändler, Fotograf, Stadtführer
- Hans Mendler (* 1950), Maler
- Bernhard Huber (* 1964), Glasmaler, Installationskünstler
- Andreas Zeyer (* 1968), Fußballspieler (u. a. Heidenheimer SB, SSV Ulm, SC Freiburg, VfL Bochum, Hamburger SV)
- Michael Zeyer (* 1968), Fußballspieler (u. a. Heidenheimer SB, SC Freiburg, 1. FC Kaiserslautern, MSV Duisburg, VfB Stuttgart, Fortuna Düsseldorf)
- Bernd Mettenleiter (* 1971), Biologe und Politiker (Bündnis 90/Die Grünen) im Landtag Baden-Württemberg
- Margarete Huber, Komponistin, Konzert- und Opernsängerin
- Steffen Kienle (* 1995), geboren in Elchingen, Fußballspieler (VfR Aalen, SSV Ulm)

### Persönlichkeiten, die in Neresheim wirken oder gewirkt haben
- Johann Peter Schaidthauf (1707–1794), Bildhauer und Stuckateur
- Thomas Schaidthauf (1735–1807), Bildhauer und Stuckateur
- Fritz Rothmaier (1920–2013), Künstler, Maler
- Norbert Stoffels (1936–2013), Abt
- Hugo Weihermüller (1934–2020), Mönch und Organist der Abtei Neresheim sowie Künstler
- Brigitte Wilhelm (* 1939), Bildhauerin, Künstlerin
- Frank Raberg (* 1964), Historiker und Politologe
- Gerrit Illenberger (* 1993), Segelflieger (Deutscher Meister) und Sänger von MA’cappella